# Trichorthosia aselenograpta
Trichorthosia aselenograpta là một loài bướm đêm trong họ Noctuidae.